# Зонг
Зонг (від нім. der Song — естрадна пісня) — різновид балади, близької до джазового ритму, зачасту пародійного, гротескного характеру, що містить їдку сатиру і критику суспільства. Спочатку — позначення пісень у «епічному театрі» Б. Брехта (з часу першої постановки його «Тригрошової опери» у 1928 році), де вони виконуються зазвичай у виді інтермедії або авторського коментаря.